# راشوویتسه (ناحیه ویشکوف)
راشوویتسه (به چکی: Rašovice) یک منطقهٔ مسکونی در جمهوری چک است که در ناحیه ویشکوو واقع شده‌است. راشوویتسه ۵٫۶۶ کیلومتر مربع مساحت و ۶۳۵ نفر جمعیت دارد و ۲۴۵ متر بالاتر از سطح دریا واقع شده‌است.